# Ruffey-sur-Seille
Ruffey-sur-Seille ist eine französische Gemeinde mit 751 Einwohnern (Stand 1. Januar 2022) im Département Jura in der Region Bourgogne-Franche-Comté. Sie gehört zum Arrondissement Lons-le-Saunier und zum Kanton Bletterans. 

## Geographie
Die Gemeinde liegt an beiden Ufern der Seille. Die Nachbargemeinden sind Vincent-Froideville und Lombard im Norden, Arlay im Nordosten, Quintigny, L’Étoile und Saint-Didier im Osten, Montmorot im Süden, Larnaud im Südwesten, Villevieux und Bletterans im Westen sowie Desnes im Nordwesten.

## Weblinks

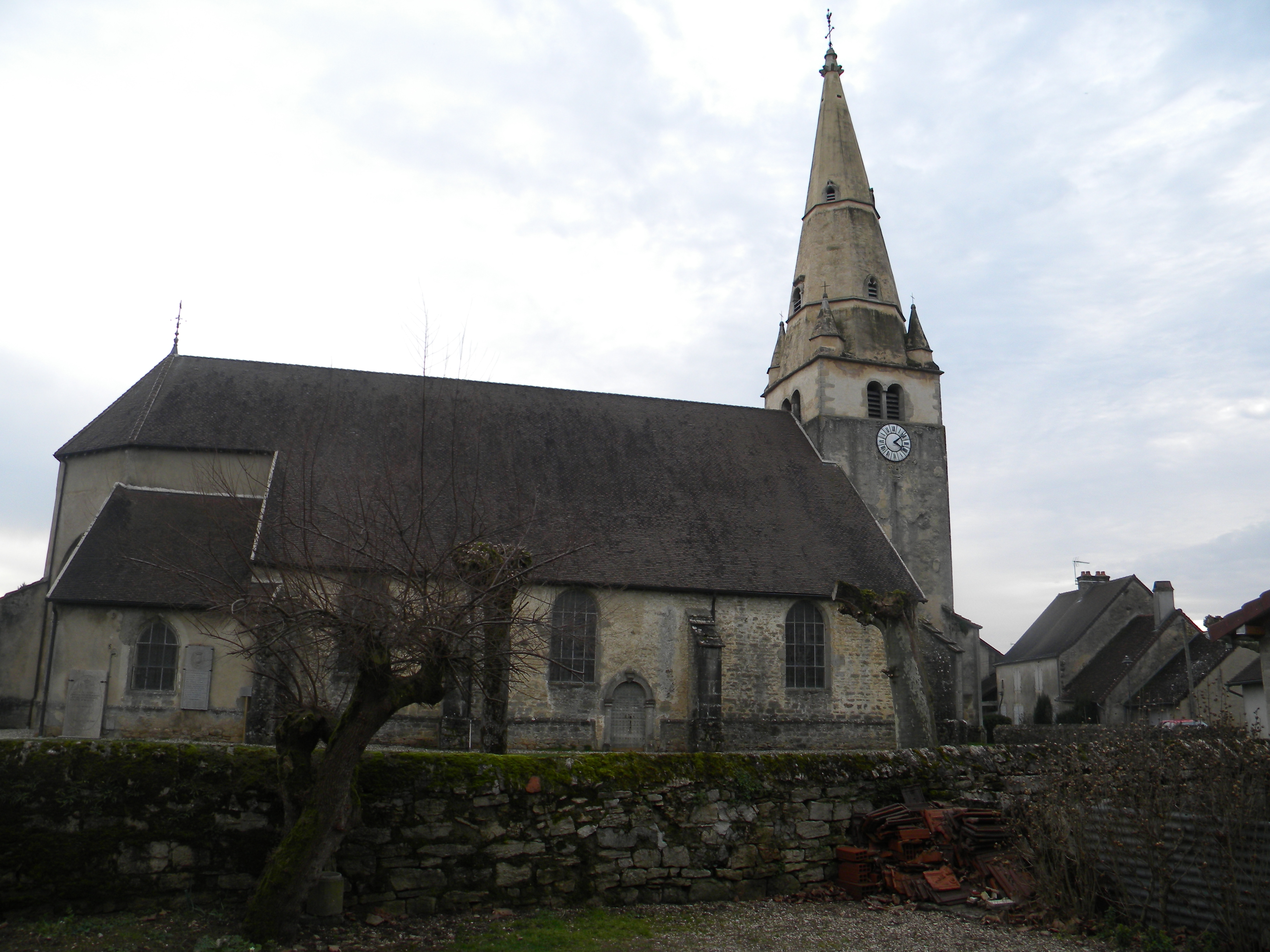
Kirche Saint-Aignan

## Bevölkerungsentwicklung
| Jahr                       | 1962 | 1968 | 1975 | 1982 | 1990 | 1999 | 2008 | 2017 |
| -------------------------- | ---- | ---- | ---- | ---- | ---- | ---- | ---- | ---- |
| Einwohner                  | 556  | 520  | 507  | 558  | 602  | 736  | 770  | 734  |
| Quellen: Cassini und INSEE |      |      |      |      |      |      |      |      |